# Добановачки пут (Земун)
| Добановачки пут | Добановачки пут       |
| --------------- | --------------------- |
|                 |                       |
| Општина         | Градска општина Земун |
| Почетак         | Европски пут Е75      |
| Крај            | Угриновачка улица     |
| Дужина          | 900 m                 |
| Ширина          | 10 m                  |
|                 |                       |
|                 |                       |

Добановачки пут је београдска улица која се налази у општини Земун.

## Улица
Улица се простире од петље Европског пута Е75 до Угриновачке улице, затим пресеца Угриновачки пут, Војни пут и улице Абабе Билиле, Зире Адамовића, Павла Вујишића и Зуке Џумхура и завршава као слепа улица.

## Едукација
На адреси Добановачки пут 107, налази се основна школа „Сава Шумановић” која је основана 23. јуна 2009. године одлуком Скупштине града Београда, а почела је са радом 1. септембра 2009. године.

## Превоз
Улицом пролази линија 81Л (Нови Београд Улица Генерала Жданова) - Угриновачки пут - Алтина) Градског саобраћајног предузећа Београд.